# Eclissi solare del 15 novembre 2077
L'Eclissi solare del 15 novembre 2077, di tipo anulare, è un evento astronomico che avrà luogo il suddetto giorno attorno alle ore 17:07 UTC.
L'eclissi avrà un'ampiezza massima di 262 chilometri e una durata di 7 minuti e 54 secondi.

## Eclissi correlate

### Eclissi solari 2076 - 2079
Questa eclissi è un membro di una serie semestrale. Un'eclissi in una serie semestrale di eclissi solari si ripete approssimativamente ogni 177 giorni e 4 ore (un semestre) in nodi alternati dell'orbita della Luna.

### Ciclo di Saros 134
L'evento fa parte del ciclo di Saros 134, che si ripete ogni 18 anni, 11 giorni, contenente 71 eventi. La serie è iniziata con un'eclissi solare parziale il 22 giugno 1248. Comprende eclissi totali dal 9 ottobre 1428 al 24 dicembre 1554 ed eclissi ibride dal 3 gennaio 1573 al 27 giugno 1843 ed eclissi anulari dall'8 luglio 1861 al 21 maggio 2384. La serie termina al membro 71 con un un'eclissi parziale il 6 agosto 2510. La durata più lunga della totalità è stata di 1 minuto e 30 secondi il 9 ottobre 1428. Tutte le eclissi di questa serie si verificano nel nodo discendente della Luna.